# Sukarami (Kedurang Ilir)
Sukarami is een bestuurslaag in het regentschap Bengkulu Selatan van de provincie Bengkulu, Indonesië. Sukarami telt 667 inwoners (volkstelling 2010).